# Pan European Game Information
Pan European Game Information (PEGI) je europska organizacija korištena za klasifikaciju videoigara u dvije različite dobne skupine. Organizacija je osnovana u travnju 2003. godine. Razvijena je od strane Interactive Software Federation of Europe (ISFE) organizacije. PEGI sistem je korišten u preko trideset država. Od travnja 2010. godine PEGI je ocijenio više od 15,000 igara. Unatoč tome što je PEGI europska organizacija, njegove ocjene i upozorenja su nađena na francuskom jeziku izvan Europe, primjerice u Kanadi.

## Klasifikacije
PEGI ocjenjivački sistem 
- Ocjena 3: prikladno za sve uzraste
- Ocjena 7: prikladno samo za dobi od 7 godina i više
- Ocjena 12: prikladno za dobi preko 12 godina i više
- Ocjena 16: prikladno za dobi preko 16 godina i više
- Ocjena 18: prikladno za dobi preko 18 godina i više

Današnji dizajn je bio uveden krajem 2009. Crne i bijele ikone su bile korištene sve do lipnja 2009. Kasnije uvedene ikone koje se koriste i danas su zelene za ocjene 3 i 7, žute za 12 i 16 i crvene za 18. Znakovi su također odbačeni od ikona, i tekst u pozadini promijenjen je iz ISFE iz crno-bijelih ikona u PEGI iz šarenih ikona. Ikone prije 2009.

U Portugalu, dvije ocjene PEGI kategorije su usklađene prema dobnim ocjenama filmskog klasifikacijskog sistema da izbjegnu zabunu; 3 je promijenjen u 4, a 7 je promijenjen u 6.

## Sadržaj opisa
Sustav definira osam sadržajnih opisa
- Nasilje
- Psovka
- Strah
- Snošaj
- Droga
- Kockanje
- Diskriminacija
- Online

## Vanjske poveznice
- Službena web-stranica